# خارخار (تکاب)
خارخار یک روستا در ایران است که در بخش تخت سلیمان واقع شده‌است. براساس سرشماری مرکز آمار ایران در سال ۱۳۹۵، خارخار ۲۸۴ نفر جمعیت دارد.